# لیندال انگلیش
لیندال دنیز (لین) انگلیش (به انگلیسی: Lyndall Denise (Lyn) English) یک پژوهشگر استرالیایی است که تحقیقاتش مربوط به آموزش ریاضیات دوره دبستان و دبیرستان است، «به‌طور عمده بر استدلال آنالوگ و حل مشکلات در دوران کودکی، استدلال آماری به عنوان مدل‌سازی داده‌ها، مدل‌سازی ریاضی سیستم‌های پیچیده و ارتباط بین توسعه ریاضی و علمی متمرکز شده است». او در دانشکده صنایع خلاق، آموزش و عدالت اجتماعی و مدرسه آموزش و رهبری معلمان در دانشگاه فناوری کوئینزلند استاد است، همچنین مدیر عامل و بنیان‌گذار مجله ریاضی، تفکر و یادگیری است.

## تحصیلات و پیشه
لیندال دانشجوی کالج کلوین گرو برای آموزش پیشرفته بود که دارای مدرک کارشناسی و کارشناسی ارشد در آموزش و پرورش است. او از سال ۱۹۷۴ تا ۱۹۷۸ معلم مدرسه ابتدایی در کوئینزلند شد و از سال ۱۹۷۹ تا ۱۹۸۵ به عنوان هماهنگ‌کننده برنامه درسی ریاضیات برای واحد دسترسی آزاد در بریزبن خدمت کرد.
او دارای مدرک دکترا از دانشگاه کوئینزلند است، که به خاطر آن جوایز پایان‌نامه برجسته انجمن استرالیایی برای تحقیقات در آموزش و انجمن برای نظارت و توسعه برنامه درسی را در سال ۱۹۸۹ دریافت کرد.
او در سال ۱۹۸۲ به عنوان مدرس به دانشگاه فناوری کوئینزلند پیوست و در سال ۱۹۸۸ به عنوان مدرس ارشد، در سال ۱۹۹۲ به دانشیار و در سال ۲۰۰۰ به استادی ارتقا یافت. او از سال ۱۹۹۳ معاون مدیر مرکز آموزش ریاضی و علوم بوده است.
او "تفکر و یادگیری ریاضی" را در سال ۲۰۱۴ تأسیس کرد، و همچنان به عنوان سردبیر آن فعالیت می‌کند.

## جایگاه علمی
لیندال در سال ۲۰۰۳ به عضویت آکادمی علوم اجتماعی استرالیا انتخاب شد.
گروه تحقیقاتی آموزش ریاضی استرالیا در سال ۱۹۹۷ جایزه پیامدهای عملی Beth Southwell و مدال تحقیقات شغلی ۲۰۱۲ را به او اعطا کرد.

## کتاب‌ها
لیندال یکی از نویسندگان کتاب زیر است:
آموزش ریاضی: مدل‌ها و فرایندها (Graeme S. Halford, Lawrence Erlbaum Associates)
کتاب‌های تدوینی ویرایش شده او عبارتند از:
- استدلال ریاضی: تشبیهات، استعاره‌ها و تصاویر (ویرایش، لارنس ارلباوم همکاران، ۱۹۹۷)[۸]
- کتابچه تحقیقات بین‌المللی در آموزش ریاضیات (ویرایش، لارنس ارلبوم همکاران، ۲۰۰۲؛ ویرایش دوم، روتلج، ۲۰۰۹؛ ویرایش سوم، با دیوید کرشنر، ۲۰۱۵)[۹]
- استدلال ریاضی و قیاسی یادگیرندگان جوان (ویرایش، لارنس ارلبوم همکاران، ۲۰۰۴)[۱۰]
- نظریه‌های آموزش ریاضی: به دنبال مرزهای جدید (ویرایش شده با بهارات سریرامن، اشپرینگر، ۲۰۰۹)[۱۱]
- مفهوم سازی مجدد یادگیری ریاضیات اولیه (ویرایش با جوآن تی. مولیگان، اشپرینگر، ۲۰۱۳)[۱۲]
- یادگیری مهندسی اولیه (ویرایش با تامارا مور، اشپرینگر، ۲۰۱۸)
- رشد پایگاه تحقیقاتی برای مدل‌سازی ریاضی با یادگیرندگان جوان (ویرایش شده با جنیفر سو و مگان ویکستروم، اشپرینگر، ۲۰۲۱)[۱۳]